# 티켓 투 파라다이스
《티켓 투 파라다이스》(영어: Ticket to Paradise)는 2022년 개봉한 영국과 미국의 로맨틱 코미디 영화이다. 올 파커가 감독과 공동 각본을 맡았다.
이 영화는 2022년 9월 8일 스페인에서 세계 최초로 공개되었고, 영국에서는 9월 20일, 미국에서는 10월 21일에 유니버설 픽처스와 워킹 타이틀 필름스에서 개봉되었다. 전 세계적으로 1억 6,800만 달러의 수익을 올렸고 비평가들로부터 엇갈린 평가를 받았다.

## 줄거리
이혼한 지 20년 된 데이비드와 조지아는 서로를 몹시 싫어하지만, 딸 릴리가 발리에서 만난 남자 게데와 결혼하겠다고 하자 어쩔 수 없이 동맹을 맺는다. 릴리가 법률가 경력을 포기하고 발리에 정착하겠다는 소식에 두 사람은 딸이 성급한 결정을 내린다고 판단하고 결혼을 막기 위해 발리로 향한다. 발리로 가는 비행기에서 조지아의 남자친구 폴이 파일럿으로 나타나 조지아를 깜짝 놀라게 한다.
겉으로는 릴리와 게데의 결혼을 축복하지만, 데이비드와 조지아는 결혼식을 망치기 위한 작전을 몰래 세운다. 그들은 결혼반지를 훔치는 등 여러 방해 공작을 펼치지만, 게데는 그들의 의도를 눈치채고 릴리에게 숨긴다. 이 과정에서 데이비드와 조지아는 서로에게 다시 호감을 느끼고 게데의 가족과 진심으로 소통하며 그가 릴리를 얼마나 아끼는지 깨닫는다. 한편, 폴은 조지아에게 여러 번 청혼하지만 매번 불운하게 실패한다.
릴리는 결국 부모님의 방해를 알아채고 그들을 질책하며, 게데 또한 부모님을 의심했음을 고백한다. 데이비드와 조지아는 딸의 행복을 위해 결혼을 지지하기로 결심한다. 발리 전통에 따라 결혼식이 진행되려던 찰나, 게데는 데이비드와 조지아에게 진심으로 축복해달라고 요청하며 그렇지 않으면 결혼식을 진행하지 않겠다고 말한다. 데이비드는 그들의 결혼을 축복하지만, 릴리가 자신의 행복을 선택할 권리가 있음을 강조한다. 릴리와 게데는 감동하여 결혼식을 마무리한다.
결혼식 다음 날 아침, 조지아는 폴과 헤어지고, 데이비드와 조지아는 다시 한번 로맨스의 가능성을 엿본다. 하지만 웃으며 관계를 정리한다. 데이비드, 조지아, 릴리의 친구 렌은 릴리와 눈물의 이별을 하고 배에 오른다. 배를 타고 떠나던 데이비드와 조지아는 다시 발리에 돌아가 릴리와 게데 곁에 있기로 결심하고 바다로 뛰어들어 돌아간다.

## 출연
- 조지 클루니 - 데이비드 코튼 역
- 줄리아 로버츠 - 조지아 코튼 역
- 케이틀린 데버 - 릴리 코튼 역
- 빌리 로드 - 렌 버틀러 역
- 막심 부티에 - 기데 역
- 루카스 브라보 - 폴 역